# Carlos Santana
Pour le joueur de baseball, voir Carlos Santana.
 (avril 2024).
Si vous disposez d'ouvrages ou d'articles de référence ou si vous connaissez des sites web de qualité traitant du thème abordé ici, merci de compléter l'article en donnant les références utiles à sa vérifiabilité et en les liant à la section « Notes et références ».
Carlos Santana Barragán, simplement dit Carlos Santana voire seulement Santana, est un guitariste, compositeur et chanteur mexicano-américain, né le 20 juillet 1947 à Autlán de Navarro (en), dans l'État de Jalisco, au Mexique. Il est le leader du groupe Santana.
Carlos Santana est un des guitaristes contemporains les plus connus au monde. Bien qu'il chante également, il ne l'a fait qu'à de rares occasions durant sa carrière, préférant engager des chanteurs plus doués et se concentrer sur son jeu de guitare. On a ainsi pu entendre à ses côtés des artistes tels que le claviériste et chanteur Gregg Rolie aux débuts du groupe Santana, puis des vedettes comme Michelle Branch, Tina Turner, Joe Cocker, Steven Tyler, Mary J. Blige, Seal, Michael Jackson et Dido.
Il est, depuis 1969, considéré comme un des créateurs du rock latino et précurseur de la world music. En 2003, le mensuel Rolling Stone le classe quinzième dans sa liste des 100 meilleurs guitaristes de tous les temps.

## Biographie

### Jeunesse et débuts

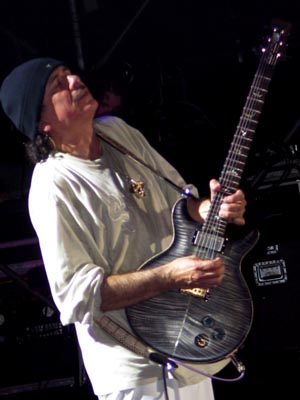
Santana en concert en 2005.

Carlos Humberto Santana Barragán naît le 20 juillet 1947 à Autlán de Navarro (en), dans l'État de Jalisco, au Mexique.
Ses parents sont José Santana Meza (1913-1997) et Josefina Barragán de Santana (1921-2009). Dès son plus jeune âge, Carlos se familiarise avec la musique. Son père est musicien dans un groupe traditionnel mexicain de mariachi. Il l'initie au violon qu'il délaisse à l'âge de 8 ans pour la guitare acoustique. C'est d'ailleurs à cette époque, en 1955, qu'il part avec sa famille pour Tijuana et qu'il découvre l'instrument qui le rendra célèbre à travers le monde, la guitare électrique.
À 17 ans, il fait sa formation d'autodidacte en se produisant dans les clubs de Tijuana, alors que ses parents viennent tout juste d'émigrer à San Francisco. Après une année passée à écumer les bars de Tijuana, le jeune guitariste rejoint ses parents. Arrivé à San Francisco, il apprend l'anglais et s'immerge dans le blues pour s'en imprégner. En 1966, le Santana Blues Band, groupe créé par Carlos qui en est le leader, se fait remarquer dans les rues de San Francisco.
Le groupe est invité au festival de Woodstock en 1969. Sa prestation de la pièce mythique Soul Sacrifice avec le batteur de 20 ans Michael Shrieve, immortalisée dans le film Woodstock, assure un grand succès à son premier album Santana paru en août 1969 et mêlant salsa et rock. Le style du groupe évolue dans les années 1970 vers une musique plus « psychédélique » et jazzy, tout en gardant une forte influence latine ou gitane. Il est disciple du guru indien Sri Chinmoy de 1972 à 1981, qui lui donne le nom sanskrit « Devadip », qui signifie « œil de dieu » et qui est ajouté à son nom.
En 1970, Santana enregistre en quelques séances, aux studios Wally Heider de San Francisco, l'album Abraxas qui se vend très rapidement partout dans le monde. Ce disque de musique modale se trouve dans la veine de l'album Kind of Blue de Miles Davis, sorti dix ans plus tôt, mais comportant des climats salsa et jazz-rock. Davis en salue la portée dans ses mémoires et qualifie ces deux albums comme étant « d'importance équivalente » dans l'histoire de la musique afro-américaine. Après s'être tourné vers la musique psychédélique, en particulier avec sa collaboration avec le guitariste jazz-rock John McLaughlin sur l'album Love Devotion Surrender tout en gardant ses racines latino, il opère, à partir de 1976, un virage plus mélodieux, notamment sur le disque Amigos avec l'un de ses plus grands succès Europa.
Jorge Santana est le frère de Carlos, il est aussi guitariste et meneur du groupe rock latino Malo, qui a eu quelques succès sur la scène émergente de San Francisco au début des années 1970. Carlos et lui  ont enregistré l'album Santana Brothers avec Carlos Hernandez, le fils de Jorge.

### Années 1980–1990

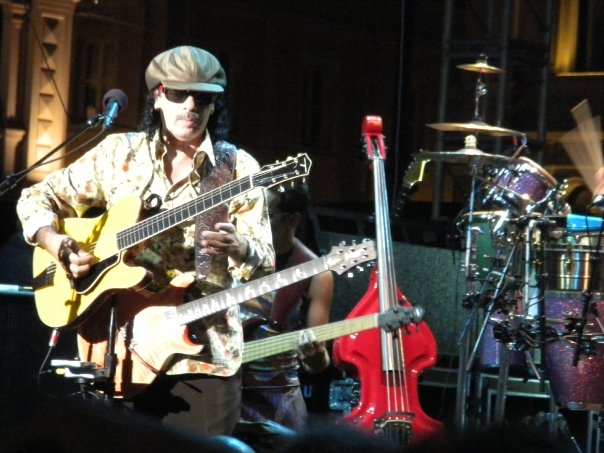
Santana en concert à Trieste en 2009.

La créativité musicale de Carlos Santana connaît ensuite dans les années 1980 et 1990 une perte de vitesse. Toutefois, durant cette période, il fait encore avec son groupe des concerts mémorables qui attirent toujours autant de monde. On croit alors que Santana est en manque d'inspiration et est éclipsé par les nouvelles générations. Ce n'est que pour l'espace d'un temps, car la sortie de son album Supernatural en 1999 est récompensée par 9 Grammy Awards. Dès 1983, Carlos engage le claviériste américain Chester D. Thompson. L'année suivante, le batteur américain Chester C. Thompson joue aussi avec le groupe et les deux musiciens apparaissent sur l'album Beyond Appearances paru en 1985. Il y aura donc eu deux musiciens ayant le même nom qui ont joué sur un même album en même temps.
Il s'entoure ponctuellement d'artistes comme Steven Tyler du groupe Aerosmith pour Just Feel Better ou Rob Thomas pour Smooth ou encore Chad Kroeger pour Into The Night. Il a collaboré avec des musiciens comme Herbie Hancock, Wayne Shorter avec lesquels il fait un album solo The Swing of Delight et une tournée. Stanley Clarke, Eric Clapton ainsi que John McLaughlin et Alice Coltrane ont aussi joué avec Carlos à différents moments. En 2010, Carlos enregistre l'album Guitar Heaven: The Greatest Guitar Classics of All Time sur lequel il reprend des classiques du rock, tels que Whole lotta love de Led Zeppelin, Can't you hear me knockin des Rolling Stones, Riders On the Storm des Doors avec Ray Manzarek à l'orgue, Smoke on the Water de Deep Purple ou encore Little Wing de Jimi Hendrix avec Joe Cocker au chant. La surprise vient avec l'édition Deluxe pour la pièce Under the bridge des Red Hot Chili Peppers, chantée par Roch Voisine en lieu et place d'Andy Vargas.
Carlos fait partie des musiciens qui ont su, au fil des années, faire évoluer leur musique en fonction de leurs diverses influences et expériences. Il est, pour sa longue carrière de plus de 50 ans et son œuvre, considéré par certains comme l'un des plus grands guitaristes du XXe siècle.

### Années 2000–2020

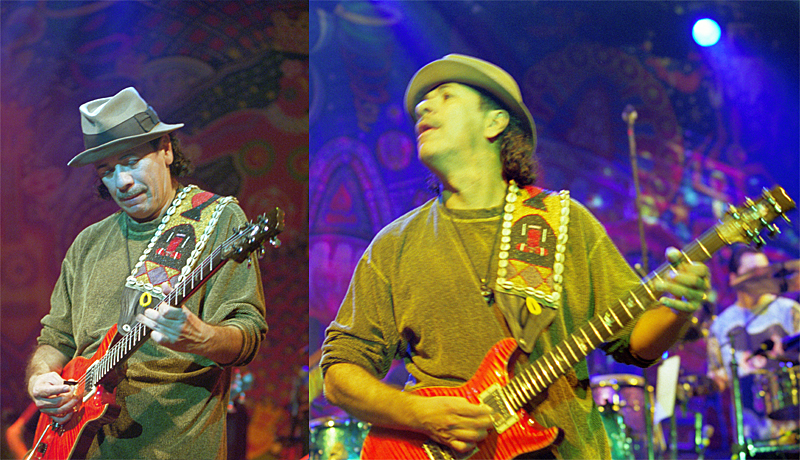
Santana sur scène en 2000.

Selon son site officiel, le nouvel album Power of Peace, sorti le 28 juillet 2017 et réalisé conjointement par Carlos, Cindy Blackman Santana et The Isley Brothers (Ronald et Ernie), représente la réalisation d'un vieux rêve d'unir Carlos Santana et The Isley Brothers sur un album, mêlant des rythmes soul, funk, jazz, blues, rock et pop qui continuent de les inspirer. L'album est disponible sous forme CD, 12" vinyle et sous forme numérique.
Pour le film Dolores sorti en 2017, réalisé par Peter Bratt et qui a fait bonne figure lors de plusieurs festivals de films dont celui de Sundance, Carlos est producteur exécutif aux côtés du producteur Brian Benson, mais il ne s'occupe absolument pas de la musique pour ce film, cette tâche ayant été confiée à Mark Kilian. Carlos s'est d'ailleurs rendu au Festival de Sundance pour y présenter le film, qui raconte l'histoire de Dolores Huerta, « une responsable syndicale et féministe parmi les plus provocantes du XXe siècle », selon le site 20minutes.fr.

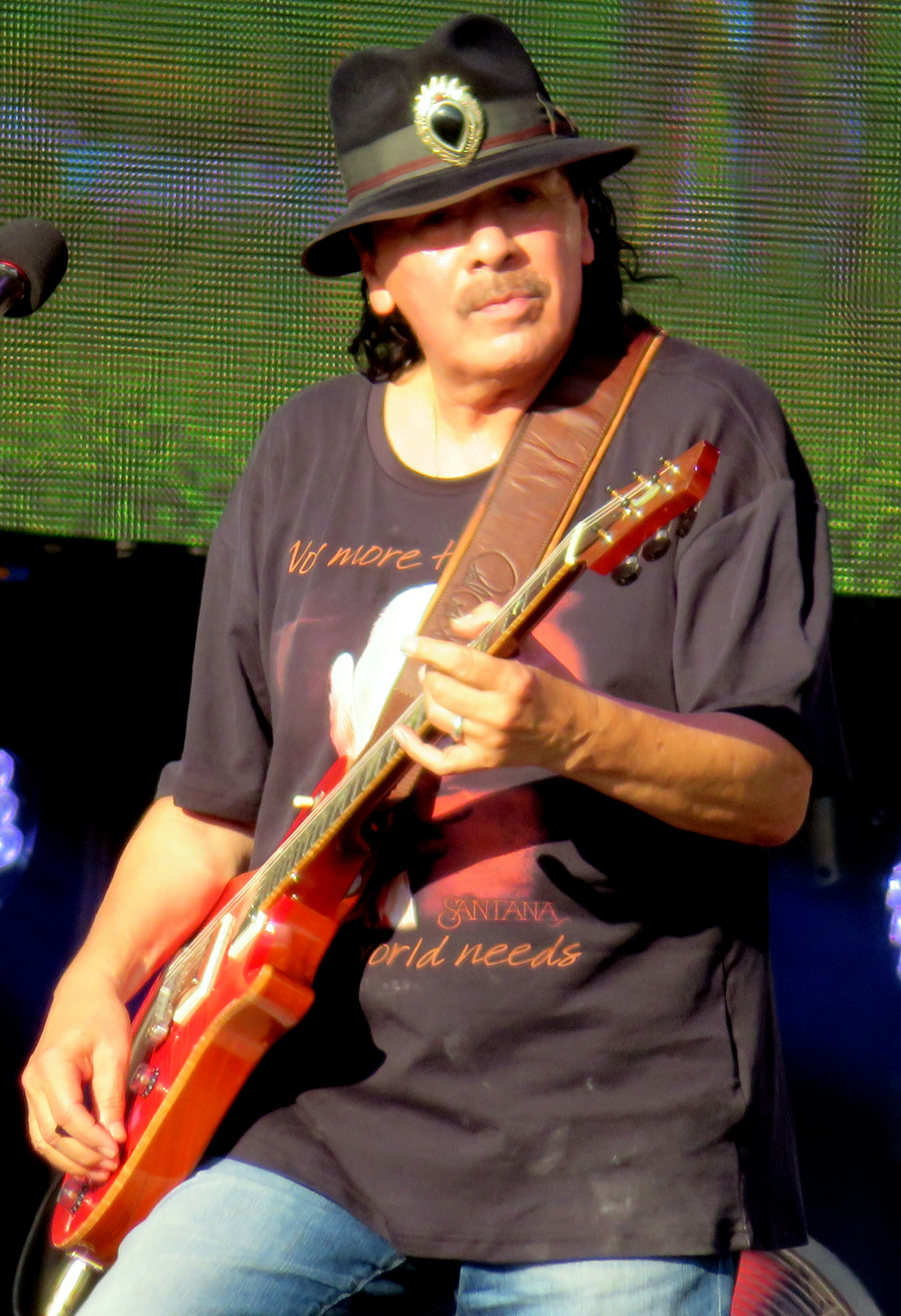
Santana sur scène en 2018.

En 2019, Carlos collabore avec les rappeurs Tyga et YG dans un clip qui les réunis aux côtés de l'acteur Danny Trejo.
En 2022, Carlos Santana collabore avec le DJ français FKJ (French Kiwi Juice) dans son nouvel album Vincent. Carlos joue sur Greene. En juillet 2022, il est victime d'un malaise, en raison de la chaleur et de la déshydratation, un événement qui inquiète ses fans, en pleine tournée aux États-Unis. Il décide d'annuler les six concerts suivants.
En février 2023, malgré des rumeurs d'annulation en raison de son état de santé, une tournée est à nouveau programmée pour 2023, avec plus d'une quarantaine de concerts répartis dans l'année aux États-Unis.
En avril, la société de production américaine Sony Pictures Classics annonce avoir acquis les droits pour produire un documentaire sur Carlos Santana, intitulé Carlos, qui retracera sa vie depuis l'âge de 14 ans, avec une interview exclusive de l'artiste. La sortie du documentaire est attendue dans l'année, dont la première mondiale a été diffusée en juin, au Festival du film de Tribeca.

## Jeu et technique
Son jeu de guitare est reconnaissable dès les premières notes. Il est caractérisé par un jeu très lyrique, très chantant, un son saturé rond et chaud, de nombreux effets de jeux caractéristiques de la guitare blues tels que le bend, le legato ou encore les glissandi et la mise en valeur du Sustain.
Son jeu très expressif est essentiellement fondé sur la gamme mineure pentatonique et plus spécifiquement sur la gamme dite dorienne (gamme mineure, dont la sixte est majeure). Sa musique est également agrémentée de gammes de musique traditionnelle mexicaine, le tout souvent accompagné par des rythmes de salsa mais aussi de blues, de rock, de reggae (plus occasionnellement) mais aussi plus récemment de RnB voire de rap comme sur le morceau Maria Maria, qu'il joue avec Wyclef Jean et The Product G&B ou encore Zion de Lauryn Hill sur l'album The Miseducation of Lauryn Hill.

## Matériel
Jusqu'au milieu des années 1970, il joue sur des Gibson, mais aussi sur une Yamaha SG 2000. Il possède aujourd'hui six modèles Signatures de la marque PRS (Paul Reed Smith). La PRS Santana SE (fabriquée en Asie), la PRS Santana 1980 West Street, la PRS Santana et la PRS Santana II qu'il utilise presque toujours depuis quelques années, la PRS Santana III et la PRS Santana MD.
Il utilise plusieurs amplificateurs sur scène, principalement son Mesa Boogie Mark 1 (il est selon les dires de Randall Smith, son créateur, à l'origine du nom Boogie de cet amplificateur) et des Dumble Overdrive Reverb.

## Discographie

### Carrière solo
NB : albums solo du guitariste ou avec d'autres musiciens extérieurs au groupe Santana.

#### Albums studio
- 1973 : Love, Devotion, Surrender (avec John McLaughlin, Jan Hammer, etc.)
- 1974 : Illuminations (avec Alice Coltrane)
- 1979 : Oneness (Silver Dreams-Golden Reality) (avec Narada Michael Walden, Tom Coster, Clare Fischer, etc.)
- 1980 : The Swing of Delight (avec Wayne Shorter, Herbie Hancock et Tony Williams)
- 1983 : Havana Moon (avec Booker T. Jones, Willie Nelson, Jimmie Vaughan et Jose Santana)
- 1986 : Carlos Santana & Jeff Beck Reunion - Disque pirate
- 1987 : Blues for Salvador (avec Alphonso Johnson, Tony Williams et Buddy Miles)
- 1994 : Santana Brothers (avec Jorge Santana et Carlos Hernandez)
- 2000 : Tropical Spirits Part I and II
- 2001 : Divine Light  - Avec Alice Coltrane, Billy Cobham, Jack DeJohnette, Jan Hammer, John McLaughlin et Michael Shrieve
- 2005 : Carlos Santana and Salvador Santana and Saunders King : Space Between the Stars (avec Deborah, Carlos et Salvador Santana)
- 2017 : Power of Peace (Carlos avec Cindy Blackman Santana et The Isley Brothers)

#### Albums live
- 1972 : Carlos Santana and Buddy Miles! Live! (avec Neal Schon, Ron Johnson, Mike Carabello, etc.)
- 1993 : Sacred Fire: Live in South America
- 2005 : Carlos Santana and Wayne Shorter
- 2013 : Invitation to Illumination Live at Montreux 2011 (avec John McLaughlin, album double)

#### Participations
- 1969 : Mike Bloomfield/Al Kooper : The Live Adventures of Mike Bloomfield and Al Kooper - Carlos Santana joue sur Sonny Boy Williamson
- 1978 : John McLaughlin : Electric Guitarist - Sur Friendship
- 1980 : Herbie Hancock : Monster - Sur Saturday Night. Sheila E. joue aussi sur l'album
- 1984 : Bob Dylan : Real Live - Sur Tombstone Blues
- 1984 : Jim Capaldi : One Man Mission - Sur Lost Inside Your Love et Nobody Loves You
- 1985 : Gregg Rolie : Gregg Rolie - Sur Marianne
- 1986 : Weather Report : This Is This! - Sur This Is This et Man With the Copper Fingers
- 1987 : Gregg Rolie : Gringo - Sur Too Late, Too Late et Fire at Night
- 1989 : John Lee Hooker : Chill Out - Sur Chill Out (Things Gonna Change)
- 1989 : Bobby Womack : Save the Children - Guitaresur Too Close for Comfort et Tough Job
- 1991 : John Lee Hooker : Mr Lucky - Carlos produit avec Ry Cooder, Roy Rogers et Mike Kappus et joue sur l'album. Aussi présents sur ce disque, Van Morrison, Johnny Winter, Keith Richards, etc.
- 1996 : Eric Clapton : Crossroads 2: Live in the Seventies - Sur 5 chansons
- 1998 : Lauryn Hill : The Miseducation of Lauryn Hill - Sur To Zion
- 2000 : Everlast : Eat at Whitey's - Sur Babylon Feeling
- 2001 : Michael Jackson : Invincible - Sur Whatever Happens
- 2001 : Dave Matthews Band : Everyday - Sur Mother Father
- 2004 : Eric Clapton : Crossroads Guitar Festival - Sur Jingo
- 2004 : Cheb Khaled : Love to the People - Single
- 2005 : Buddy Guy : Bring 'Em In - Sur 	I Put A Spell On You
- 2005 : Herbie Hancock : Possibilities - Sur Safiatou
- 2005 : Shakira : Fijación oral vol. 1 - Sur Illegal
- 2005 : Miles Davis : Cool & Collected - Sur It's About That Time-Remix
- 2005 : Oye Como Va de Dora the Explorer - Single
- 2007 : Angélique Kidjo : Djin Djin - Sur Pearls
- 2018 : Eddie Palmieri : Mi Luz Mayor - Sur Mi Congo
- 2022 :  FKJ  :  Greener  - single

#### Compilations
- 1987 : Historic Santana
- 2001 : Magic of Carlos Santana
- 2001 : Divine Light
- 2003 : The Latin Sound of Carlos Santana
- 2004 : Carlos Santana
- 2005 : Very Best of Carlos Santana
- 2006 : Carlos Santana
- 2007 : Havana Moon/Blues for Salvador
- 2008 : Multi-Dimensional Warrior - 2CD
- 2012 : Simplemente... (Santana The Early Years)

### Avec le groupe Santana

#### Albums studio
- 1969 : Santana
- 1970 : Abraxas
- 1971 : Santana III
- 1972 : Caravanserai
- 1973 : Welcome
- 1974 : Borboletta
- 1976 : Amigos
- 1977 : Festival
- 1977 : Moonflower (studio et live)
- 1978 : Inner Secrets
- 1979 : Marathon
- 1981 : Zebop!
- 1982 : Shangó
- 1985 : Beyond Appearances
- 1987 : Freedom
- 1990 : Spirits Dancing in the Flesh
- 1992 : Milagro
- 1999 : Supernatural
- 2002 : Shaman
- 2005 : All That I Am
- 2010 : Guitar Heaven: The Greatest Guitar Classics of All Time
- 2012 : Shape Shifter
- 2014 : Corazón
- 2016 : Santana IV
- 2019 : Africa Speaks
- 2021 : Blessings and Miracles
- 2025 : Sentient

#### Enregistrements publics
- 1973 : Lotus
- 1977 : Moonflower (studio et live)
- 1988 : Viva Santana! (studio et live)
- 1993 : Sacred Fire : Santana Live In South America
- 1997 : Live at the Fillmore 1968
- 2009 : The Woodstock Experience
- 2011 : Live at Montreux
- 2014 : Corazón – Live from Mexico: Live It to Believe It
- 2016 : Santana IV: Live at the House of Blues, Las Vegas
- 2017 : Woodstock (Saturday, August 16, 1969)

#### EP
- 2019 : In Search of Mona Lisa (5 titres)

#### Compilations
- 1974 : Santana's Greatest Hits
- 1978 : 25 Hits
- 1986 : Viva Santana - The Very Best
- 1988 : Viva Santana!
- 1992 : Black Magic Woman
- 1992 : The Definitive Collection
- 1993 : Santana Jam
- 1995 : Dance of the Rainbow Serpent
- 1996 : MCMLXVIII
- 1997 : The Best Instrumentals
- 1997 : The Ultimate Collection (album triple)
- 1998 :  The Best of Santana Volume 1
- 2000 : The Best of Santana Volume 2
- 2002 : The Essential Santana (album double)
- 2003 : Ceremony (Remixes and Rarities)
- 2007 : Ultimate Santana
- 2008 : Multi-Dimensional Warrior - Album double

## Filmographie

### Vidéographie
- 1970 : Woodstock, film de Michael Wadleigh. Santana est monté sur scène le samedi 16 août 1969 et a joué Soul Sacrifice
- 1993 : Sacred Fire - Live in Mexico
- 2000 : Supernatural Live
- 2004 : Carlos Santana presents Blues at Montreux 2004 (avec Bobby Parker, Clarence Brown et Buddy Guy ; Carlos joue sur 11 chansons)
- 2005 : Love to the People avec Cheb Khaled
- 2007 : Hymns For Peace - Live at Montreux 2004
- 2008 : The Nagano Session de Jeff Beck - Avec Carlos Santana, Steve Lukather, Alphonso Johnson, Graham Lear, Simon Phillips, Chester Thompson, Jan Hammer, Tom Coster, Buddy Miles, , etc.
- 2011 : Greatest Hits Live at Montreux

### Producteur exécutif
- 2017 : Dolores, film de Peter Bratt